# Wolfgang Behrendt
Wolfgang Behrendt (* 14. června 1936 Berlín) je bývalý německý boxer bantamové váhy. Vyhrál 188 zápasů, třikrát byl mistrem Německé demokratické republiky (1955, 1957 a 1960). Na mistrovství Evropy amatérů v boxu 1955 získal bronzovou medaili, byl čtvrtfinalistou ME 1959.
Na Letních olympijských hrách v Melbourne vyhrál 1. prosince 1956 jako člen společného německého družstva finále v kategorii do 54 kg. Stal se tak vůbec prvním olympijským vítězem z NDR. Pokoušel se také o účast na olympiádách v letech 1960 a 1964, avšak neuspěl ve vnitroněmecké kvalifikaci.
Po ukončení kariéry se stal sportovním fotoreportérem deníku Neues Deutschland a dokumentoval osm olympiád. Byl také dlouholetým členem olympijského výboru NDR. Po změně režimu se živil jako hudební klaun.
Jeho syn Mario Behrendt se zúčastnil boxerských soutěží na Letních olympijských hrách 1980.